# 小林則幸
小林 則幸（こばやし のりゆき、1933年12月13日 - ）は日本の政治家。出雲崎町長（9期）。旭日小綬章受章。

## 経歴
1933年12月13日、新潟県三島郡出雲崎町に生まれる。旧三島郡西越村立新潟県西越高等学校（現新潟県立出雲崎高等学校）卒業。
1977年に出雲崎町議会議員に初当選した。
1988年に出雲崎町長に初当選し、2月4日に就任した。2000年1月18日、無投票で町長に4選。2004年1月20日、無投票で町長に5選。

### 2008年出雲崎町長選挙
2008年はこれまでと一転して、新人1人との選挙戦となったが破って6選を果たした。
※当日有権者数：4,506人 最終投票率：82.27%（前回比：-pts）
| 候補者名 | 年齢 | 所属党派 | 新旧別 | 得票数  | 得票率 | 推薦・支持 |
| -------- | ---- | -------- | ------ | ------- | ------ | ---------- |
| 小林則幸 | 74   | 無所属   | 現     | 2,470票 | 67.2%  | -          |
| 高橋速円 | 59   | 無所属   | 新     | 1,204票 | 32.8%  | -          |

2012年の町長選は無投票で7選を果たした。
2016年、無投票で8選。
2018年4月23日から、それまで全国最年長首長だった香川県綾川町長の藤井賢の引退に伴い、全国最年長首長となった。
2020年1月、無投票で9選。同年4月、大腸がんの手術を受けた。
2023年7月14日、任期満了に伴い2024年1月21日執行予定の町長選挙に10回目の当選を賭けて立候補する意向を表明したが、その後、11月になって対立候補が出馬する動きが見られ、町政への混乱を避けたいとして選挙に立候補せず9期目で引退する意思が明らかになり、11月22日に記者会見を開いて「自分が後継者と考えている人物が次期町長選挙に出馬することが判り、私が出た場合には対立候補を含めた争いになると予想されることから、町政の混乱を避けるために私が身を引くこととした」と語り、正式に引退を表明した。
2024年1月16日に告示された町長選挙には立候補しなかった。同年2月2日、任期満了日の前日に退任の挨拶をした。

## その他
- 毎日20分間のダンベルトレーニングを欠かさずしている[18][19]。
- 老害批判に対しては、「年を取ったから町長は無理？冗談じゃない。生涯現役ですよ。後継者を育てないのかともよく聞かれますが、それは違うと思う。禅譲して自分の思いを継いでもらおうだなんて、今はそういう時代ではありません。」と語っている[19]。
- 2023年9月9日昼頃、民家の車庫に衝突する事故を起こした。車庫の外壁が半分程度壊れたが、けが人はいなかったという。車をUターンさせるためのギア操作を誤り、後退させるつもりが前進させてしまい衝突してしまったという[20]。

## 栄典
- 2024年11月 - 旭日小綬章[21]